# Panchala tomokoae
Panchala tomokoae är en fjärilsart som beskrevs av Hayashi 1976. Panchala tomokoae ingår i släktet Panchala och familjen juvelvingar. Inga underarter finns listade i Catalogue of Life.